# إلى الأبد (مسلسل تلفزيوني 2025)
فوريفر هو مسلسل درامي مراهقين أمريكي مقتبس من كتاب يحمل نفس الاسم لجودي بلوم.
تم إصداره على نتفليكس في 8 مايو 2025.
في مايو 2025، تم تجديد المسلسل لموسم ثان.

## فرضية
تدور أحداث السلسلة في لوس أنجلوس عام 2018 حيث يصبح رياضيان شابان حب بعضهما الأول.
عائلتان مع والدين متسلطين يضغطون على أطفالهم للحصول على منح رياضية في الكلية.

## يلقي والشخصيات
- لوفي سيمون في دور كييشا كلارك
- مايكل كوبر جونيور بدور جاستن إدواردز[2]
- كوشا روكيمور كدور شيللي، والدة كييشا[3]
- مارفין لورانس وينانس الثالث بدور جادن، شقيق جاستن الأصغر
- وود هاريس بدور إريك، والد جاستن
- كارين بيتمان بدور داون، والدة جاستين
- باري شاباكا هنلي بدور جورج، جد كيشا[4]
- علي غالو بدور كلوي، أفضل صديقة لكيتشا[5]
- نايلز فيتش في دور داريوس، أفضل صديق لجاستن[6]
- بايجون ووكر كـ تيفاني، ابنة عم كيشا[7]
- إيميري كراشيفيلد بدور تامي، منافسة كيشا في المسار[8]

## الحلقات
| ر. الإجمالي | العنوان          | المخرج            | الكاتب                     | تاريخ العرض الأصلي |
| ----------- | ---------------- | ----------------- | -------------------------- | ------------------ |
| 1           | «Reunion»        | ريجينا كينغ       | Mara Brock Akil            | 8 مايو 2025        |
| 2           | «Ghosted»        | أنتوني همينغواي   | Erika Harrison             | 8 مايو 2025        |
| 3           | «Fourth Quarter» | Anthony Hemingway | Kimberly Ndombe            | 8 مايو 2025        |
| 4           | «Run It Back»    | Thembi Banks      | Jerron Horton              | 8 مايو 2025        |
| 5           | «The Vineyard»   | Mara Brock Akil   | Norman Vance Jr.           | 8 مايو 2025        |
| 6           | «The Honeymoon»  | Thembi Banks      | Terrance Daye              | 8 مايو 2025        |
| 7           | «Deep End»       | Anthony Hemingway | Autumn Joy Jimerson        | 8 مايو 2025        |
| 8           | «Forever...»     | Anthony Hemingway | Mara Brock Akil & Danya Hu | 8 مايو 2025        |

## الإنتاج
في نوفمبر 2022، أعلنت نتفليكس أنها قد كلفت بتكييف مسلسل تلفزيوني من كتاب "إلى الأبد..." لجودي بلوم، مع ميرا بروك أكيل كمديرة عرض ومنتجة تنفيذية، وجودي بلوم، وسوزي فيتزجيرالد، وإريكا هاريسون، وسارة وايت، وريجينا كينغ، وشانا س. ووترمان، وأنطوني هيمينغواي كمنتجين تنفيذيين أيضًا.
أخرجت ريجينا كينغ عرض الحلقة التجريبية.
يترأس فريق العمل لوفي سيمون ومايكل كوبر جونيور ويضم أيضًا كارين بيتمان، وود هاريس، وزوشا روكيمور، ومارفين لورانس وينانز الثالث، وبارى شاباكا هنلي، وعلي جاللو، ونيلز فيتش، وبيجيون ووكر وإيميري كراشفيليد.
في 30 يناير 2025، تم إصدار الصور الأولى من التصوير.
في 14 مايو 2025، جددت نتفليكس السلسلة لموسم ثان.

## الإصدار
أُصدِرَت السلسلة على نتفليكس في 8 مايو 2025.

## الاستقبال
أفادت موقع تجميع المراجعات روتن توميتوز بتصنيف تأييد يبلغ 95٪ بناءً على 20 مراجعة نقدية.
وتقرأ اتفاقية نقاد الموقع: "تكييف حديث تمامًا لرواية جودي بلوم الذي يحتفظ برؤيته حول الحب الشباب، "الأبد" هو رومانسية فوار ستضع ابتسامة دائمة على وجوه المشاهدين."
استخدم موقع ميتاكريتيك، الذي يعتمد على متوسط مرجح، نتيجة 84 من 100 بناءً على 16 ناقدًا، مما يشير إلى "مدح عالمي".
منحت كريستين بالدوين من مجلة إنترتينمنت ويكلي السلسلة درجة B+ وقالت: "بينما تشمل جميع الفراشات والخيانة في الحب الأول، فإن "فوريفر" أيضًا يروي قصة أعمق عن التحديات والآلام التي تواجه تربية الأطفال السود الاستثنائيين في عصرنا المعاصر المضطرب."

## روابط خارجية
- إلى الأبد على نتفليكس (الاشتراك مطلوب)
- إلى الأبد  على قاعدة بيانات الأفلام على الإنترنت (بالإنجليزية).

قالب:Judy Blume worksقالب:Mara Brock Akil